# Liste der Kulturdenkmale in Vachdorf
Die Liste der Kulturdenkmale in Vachdorf umfasst die als Ensembles, Straßenzüge und Einzeldenkmale erfassten Kulturdenkmale in der thüringischen Gemeinde Vachdorf.
Die Angaben in der Liste ersetzen nicht die rechtsverbindliche Auskunft der zuständigen Denkmalschutzbehörde.

## Legende
- Bild: zeigt ein Bild des Kulturdenkmals und gegebenenfalls einen Link zu weiteren Fotos des Kulturdenkmals im Medienarchiv Wikimedia Commons
- Bezeichnung: Name, Bezeichnung oder die Art des Kulturdenkmals
- Lage: Wenn vorhanden Straßenname und Hausnummer des Kulturdenkmals; Grundsortierung der Liste erfolgt nach dieser Adresse. Der Link Karte führt zu verschiedenen Kartendarstellungen und nennt die Koordinaten des Kulturdenkmals.
 Kartenansicht, um Koordinaten zu setzen – in dieser Kartenansicht sind Kulturdenkmale ohne Koordinaten mit einem roten bzw. orangen Marker dargestellt und können in der Karte gesetzt werden. Kulturdenkmale ohne Bild sind mit einem blauen bzw. roten Marker gekennzeichnet, Kulturdenkmale mit Bild mit einem grünen bzw. orangen Marker.
- Datierung: gibt das Jahr der Fertigstellung beziehungsweise das Datum der Erstnennung oder den Zeitraum der Errichtung an
- Beschreibung: bauliche und geschichtliche Einzelheiten des Kulturdenkmals, vorzugsweise die Denkmaleigenschaften
- ID: Die ID identifiziert das Kulturdenkmal eindeutig. In Thüringen sind aktuell keine IDs veröffentlicht. In der ID-Spalte kann sich auch folgendes Icon  befinden, dies führt zu Angaben zu diesem Kulturdenkmal bei Wikidata.

## Ensemble
| Bild | Bezeichnung                                          | Lage    | Datierung | Beschreibung | ID |
| ---- | ---------------------------------------------------- | ------- | --------- | ------------ | -- |
| BW   | Bauliche Gesamtanlage Historischer Ortskern Vachdorf | (Karte) |           |              |    |

## Einzeldenkmale
| Bild                           | Bezeichnung                                | Lage                                         | Datierung | Beschreibung    | ID |
| ------------------------------ | ------------------------------------------ | -------------------------------------------- | --------- | --------------- | -- |
| BW                             | Felsenkeller                               | Am Grein (in Bahnhofsnähe) (Karte)           |           |                 |    |
| BW                             | Felsenkeller                               | Am Mündel (beim Mühlgraben) (Karte)          |           |                 |    |
| BW                             | Ehemaliges Mühlengehöft                    | Bahnhofstraße 61 (Karte)                     |           |                 |    |
| BW                             | Wohnhaus                                   | Herbertsgasse 18 (Karte)                     |           |                 |    |
| BW                             | Wohnhaus                                   | Herbertsgasse 19a (Karte)                    |           |                 |    |
| weitere Bilder Fotos hochladen | Kirchenburg: Evangelische Trinitatiskirche | Kirchgasse o. Nr. (Karte)                    |           | mit Ausstattung |    |
| BW                             | Kirchenburg: Kirchhof                      | Kirchgasse o. Nr. (Karte)                    |           |                 |    |
| BW                             | Kirchenburg: Bering                        | Kirchgasse o. Nr. (Karte)                    |           | mit Turm        |    |
| BW                             | Kirchenburg: Gaden                         | Kirchgasse o. Nr. (Karte)                    |           |                 |    |
| BW                             | Kirchenburg: Zwinger und Zwingmauer        | Kirchgasse o. Nr. (Karte)                    |           |                 |    |
| BW                             | Wohnhaus                                   | Markt 110 (Karte)                            |           |                 |    |
| BW                             | Wohnhaus                                   | Landstraße 121 (Karte)                       |           |                 |    |
| BW                             | Wohnhaus                                   | Obendorfstraße 93 (Karte)                    |           |                 |    |
| BW                             | Pfarrhof                                   | Pfarrgasse 103 (Karte)                       |           |                 |    |
| BW                             | Backhaus                                   | Poststraße (Karte)                           |           |                 |    |
| BW                             | Wohnhaus                                   | Poststraße 54 (Karte)                        |           |                 |    |
| BW                             | Wohnhaus                                   | Steingasse 4 (Karte)                         |           |                 |    |
| BW                             | Wohnhaus                                   | Steingasse 117 (Karte)                       |           |                 |    |
| BW                             | Wegweiserstein                             | B 89 (Ortsausgang Richtung Belrieth) (Karte) |           |                 |    |
| BW                             | Wegweiserstein                             | B 89 (Feldflur) (Karte)                      |           |                 |    |